# 波斯体

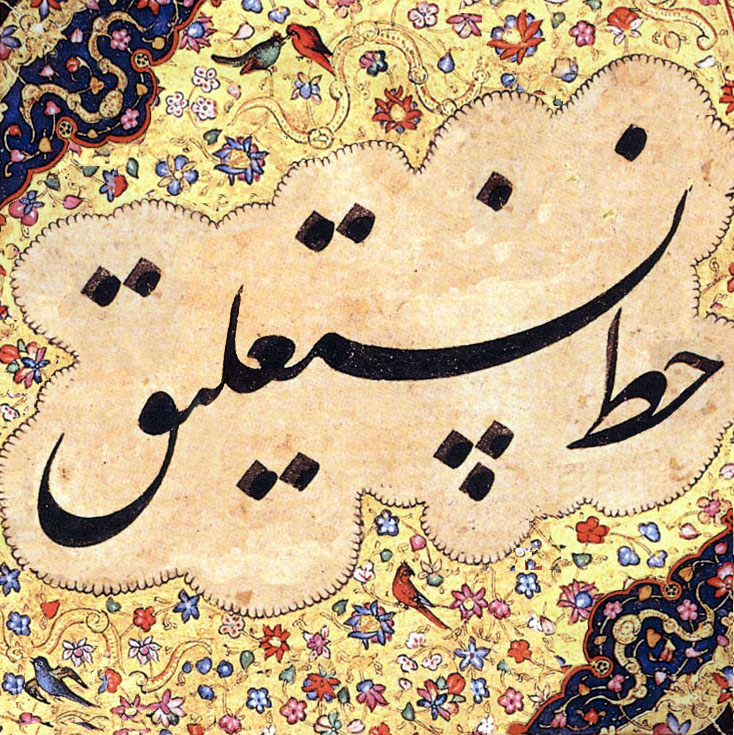
波斯体字体优美，但阅读起来相对于誊抄体更为困难

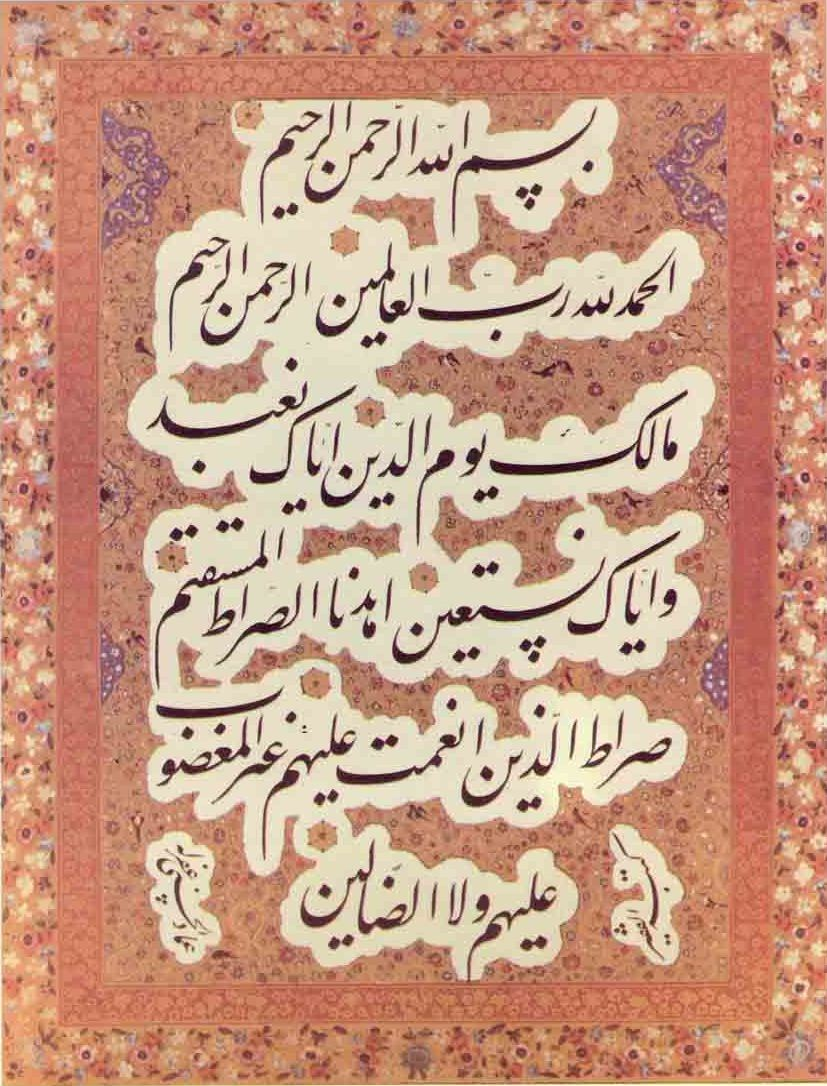
《古兰经·开端章》
米尔·阿里·大不里士1570年代作品

波斯体字体或波斯悬体（拉丁转写：nastaʿlīq；音译纳斯赫·泰阿利格或纳斯塔里格，意思是“悬体”）是书写波斯—阿拉伯文字的一种字体。14-15世纪间于伊朗发展而来。普遍用于两河阿拉伯人聚居地区以东的“东部地区”。该字体被在包括伊朗以及南亚等多地区的多个重要语言使用，其中波斯体用于书写乌尔都语、喀什米尔语、旁遮普语等语言的使用现象尤为广泛，在普什图语当中与誊抄体一起使用，在波斯语中仅用于诗作。有时波斯体也可以用于书写阿拉伯语、奥斯曼土耳其语等西亚语言，但在西亚地区称作泰阿利格或塔里格。西亚、北非地区的阿拉伯语、索马里语、豪萨语等语言普遍使用成形更早的誊抄体（拉丁转写：nasḫ、音译“纳斯赫”）。在当今使用波斯—阿拉伯字母系统的地区内，波斯体已经成为誊抄体以后的第二大字体。顾名思义，波斯体源于古波斯（今伊朗），字体约成形于14至15世纪。萨非王朝著名的书法家米尔·阿里·大不里士（或译米尔·阿里·泰卜里齐）便是波斯体的一位早期代表。

## 历史
波斯地区原地居民曾使用固有的巴拉维文字来书写中古波斯语，被阿拉伯人征服后逐渐接受伊斯兰宗教文化，与此同时阿拉伯语文与书法习惯渗入波斯。起初，波斯人多使用古老的库法体，与阿拉伯半岛的书法习惯一致，但库法体笔画生硬、扭转不便、不易于速写。同时波斯人喜欢使用延伸拖长的笔画，不适应库法体要求的各个字母距离相等的法则。如此在此后的数百年间，波斯的书法家在纳斯赫体的基础上创造了波斯体。相对于纳斯赫体，波斯体的笔画普遍有延伸拖长的现象，行底由右上方向左下方倾斜（即向书写方向下斜），呈起笔高、收笔低的形式，增强笔画的弯曲度，不受轴线制约、书写空间较为自由，连体字母的使用更为广泛，波斯体的点非同纳斯赫体的正方形，而是点的右下边整体弯曲。这种字体被称作“泰阿利格体”（或译“塔里格体”），因来自波斯，所以又称为“波斯体”。现代多数地区为了体现其与纳斯赫体的继承性关系，所以多称其为“纳斯赫·泰阿利格体”（或作“纳斯赫—塔里格体”）。从12世纪开始，波斯体在如今的伊朗、阿富汗、巴基斯坦、印度等地区传播开来。至14世纪末、15世纪初，在萨非王朝朝廷内部工作的书法家——米尔·阿里·泰卜里齐，正式确定了波斯体的书法规则。除泰卜里齐以外，还有诸如伊布拉欣·麦尔兹、艾祖哈尔·泰卜里齐、白海扎迪、伊马得丁·希拉奇、素丹·阿里·麦什海第、伊马德丁·侯赛尼、里达·阿巴斯、巴巴夏·伊斯发罕尼等等书法家为波斯体的书写规则作过增补。其中里达·阿巴斯生前留下了大量的波斯体书法、雕刻和绘画作品，现在多为伊朗及海外博物馆的国宝级藏品。一些波斯体的书法作品笔画长短悬殊较大，这种情况下至少需要使用大中小三个型号的竹笔。如在书写太斯米时，真主“安拉”（الله‬）要求使用大号笔；真主名下用中号笔书写奉名“毕斯米”（بسم‬），有奉托真主之名在上的寓意；“安拉”与“毕斯米”主体按照波斯体的书写规则由右上方向左下方倾斜，左上角留出空白；最后真主二名“至仁至慈”（الرحمن الرحيم‬）使用小号笔在左上角空白处书写。。

## 参阅
- 誊抄体
- 库法体
- 三一体
- 伊斯兰书法
- 米尔·阿里·大不里士
- 里达·阿巴斯
- 白海扎迪
- 伊布拉欣·麦尔兹
- 艾祖哈尔·泰卜里齐